# Lipiny (Świętokrzyskie)
Lipiny [pronunciación en polaco: /liˈpinɨ/] es un asentamiento en el distrito administrativo de Gmina Secemin, dentro del condado de Włoszczowa, voivodato de Świętokrzyskie, en el centro-sur de Polonia. Se encuentra aproximadamente a 6 kilómetros al sureste de Secemin, 14 kilómetros al sur de Włoszczowa, y 53 kilómetros al oeste de la capital regional Kielce.